# Absent in the Spring
Absent in the Spring is een roman van Agatha Christie dat ze schreef onder haar pseudoniem Mary Westmacot. Het boek verscheen oorspronkelijk in het Verenigd Koninkrijk in 1944 en werd uitgegeven door William Collins, Sons. Datzelfde jaar bracht  Farrar & Rinehart het boek uit in de Verenigde Staten. Het is een van de weinige boeken van Christie dat niet in het Nederlands beschikbaar is.

## Verhaal
Joan Scudamore, een vrouw van middelbare leeftijd, is op terugreis van een vakantie in het Iraakse Baghdad waar ze haar dochter Barbara en diens echtgenoot bezocht. Omwille van een gemiste trein, slechte weersomstandigheden... komt ze uiteindelijk vast te zitten in een klein woestijndorp. 
Joan is van mening dat ze een fatsoenlijke vrouw is wiens leven geslaagd is. Ze was steeds een goede vrouw en moeder. Daardoor vindt ze ook dat ze beter is dan de meeste anderen en behandelt hen dan ook hooghartig en kijkt op hen neer. Verder vindt ze ook dat het hun schuld is dat hun leven mislukt is.
Nu ze vastzit in dat woestijndorp, neemt Joan een kijk op haar eigen leven en valt haar roze bril in duigen. Ze ontdekt dat ze veelal een schone schijn heeft opgehouden en haar eigen dromen toch niet heeft nagestreefd. Haar huwelijk is mislukt en ze had niet echt een goede band met haar kinderen. Ze vraagt zich af of haar kinderen wel van haar hielden of niet? Heeft ze haar man eerder gedwongen om met haar te trouwen zodat hij in het familiebedrijf kon stappen in plaats van uit liefde?  Haar zogezegde vrienden lieten haar trouwens ook in de steek na de scheiding.
Joan kan enkel toegeven dat ze eigenlijk een eenzame vrouw is met een weinig sociaal leven. Daarom besluit ze om haar leven drastisch te veranderen eens ze terug in Londen is. Daar kan ze enkel concluderen dat zulke omschakeling niet in een dag kan.